# Вентуорт, Джин
Джин Вентуорт (англ. Jean Wentworth; 27 сентября 1928 — 10 октября 2017) — американская пианистка.
Окончила Джульярдскую школу (класс Ирвина Фрейндлиха), ещё в студенческие годы став женой своего однокурсника Кеннета Вентуорта. В 1954 г. выиграла Наумбурговский конкурс молодых исполнителей. В начале 1960-х гг. Кеннет и Джин Вентуорты, отправившись вместе в Индию на преподавательскую работу, перешли преимущественно на исполнение пьес для фортепиано в четыре руки и в дальнейшем приобрели репутацию видных специалистов по этой специфической части фортепианного репертуара, осуществив, в частности, запись всех произведений Моцарта для фортепиано в четыре руки. В репертуаре четы Вентуортов также произведения других композиторов XVIII и XIX веков и современных американских авторов (Винсент Персикетти, Мейер Купферман и др.). Джин Вентуорт также в 1970—2014 гг. преподавала фортепиано в Колледже Сары Лоуренс в Бронксе, занималась изучением творчества Клода Дебюсси.